# María Elena Moyano
María Elena Moyano Delgado, född 29 november 1960, död 15 februari 1992, var en peruansk organisatör/opinionsbildare (community organizer) och aktivist av afroperuanskt ursprung. Moyando mördades av den maoistinspirerade terrorist- och revolutionsrörelsen Sendero Luminoso ("Den lysande stigen"). Även om händelsen bara var en av många grymheter som inträffade under den mest våldsamma perioden av Perus moderna historia resulterade hennes död i omfattande protester från befolkningen.

## Ungdomsår
Moyano föddes i Barranco i Lima. Hennes aktivism började under tonåren som medlem i rörelsen Movimiento de Jóvenes Pobladores ("Unga bosättare") i Villa El Salvador, ett vidsträckt slumområde (Pueblos Jóvenes) i utkanten av huvudstaden Lima, främst befolkad av immigranter från de inre delarna av landet.
År 1984, vid en ålder av 24 år, valdes hon till ordförande (president) för Federación Popular de Mujeres de Villa El Salvador (Fepomuves) ("Kvinnoförbundet i Villa El Salvador"). Under hennes ledning växte rörelsen till att driva allmänna kök, hälsokommittéer, programmet Vaso de Leche (som delade ut mjölk till barnen), inkomstskapande projekt och kommittéer för grundläggande utbildning. 1990 lämnade Moyano sitt uppdrag i Fepomuves och valdes kort därefter till borgmästarinna för distriktet Villa El Salvador. 

## Sendero Luminoso i Lima
Vid den här tiden försökte Sendero Luminoso att befästa sin ställning i de fattiga områdena i Lima, och omständigheterna tvingade lokala politiska ledare till inte bara åtaganden gentemot olika gräsrotsorganisationer utan också att ta en principiell ståndpunkt och uttala ett klart fördömande av terroristmetoder.
Sendero Luminoso var i synnerhet misstänksamma mot kvinnoorganisationer, som de anklagade för reformism, samarbete med regeringen, och för opportunism; i sammanfattning, för att förråda den revolution som Abimael Guzmán och de andra ledarna i organisationen föreställde sig. 
I mitten av 1991, började Sendero Luminoso öppet attackera populära kvinnliga ledare i Lima. I september mördades Juana López, koordinator för Vaso de Leche-programmet i Carmen de la Legua Reynoso-distriktet i Callao, efter att hon hade gett uppmärksamhet åt Sendero Luminosos närvaro och aktivitet i grannskapet. En protestvåg började på gatorna för att uppmärksamma och fördöma Senderos metoder. Moyano var talare vid den slutliga sammankomsten och fördömde starkt Senderos terroristaktiviteter som hon ansåg hotade själva existensen av landet Peru.

## Död
Sendero Luminoso kom till sist ikapp Moyano. Den 15 februari 1992, under en insamlingskampanj av välgörenhetsbidrag i Villa El Salvador, i närvaro av hennes två barn, hennes man David Pineki och andra åskådare sköts hon till döds med ett maskingevär och kroppen sprängdes med dynamit.
Omkring 300 000 personer närvarade vid hennes begravning. Senare restes en staty på torget i Villa El Salvador, till ära och minne av Moyano, och hennes självbiografi publicerades.
Mordet på Moyano var ett av de sista betydande våldsdåden som utfördes av Sendero Luminoso. I september 1992 arresterades Guzmán och ledningen av organisationen stupade kort därefter. Därefter var Sendero Luminoso till största delen oskadliggjord.
Den 23 maj 2002 blev María Moyano utnämnd till "nationens hjältinna" av den peruanska kongressen.